# Agelasta konoi
Agelasta konoi es una especie de escarabajo longicornio del género Agelasta, categorizada en la tribu Mesosini, de la subfamilia Lamiinae. Fue descrita por Hayashi en 1956.

## Descripción
Mide 11-17 mm de longitud.

## Distribución
Se distribuye por Asia: China y Japón.